# Oldsmobile Four
Der Oldsmobile Four war ein Mittelklasse-PKW, der von 1915 bis 1916 von Oldsmobile, einer Marke von General Motors, gebaut wurde. In diesen Jahren war er das Einstiegsmodell der Marke. 1921 wurde nach mehreren Jahren Pause wieder ein Oldsmobile Four aufgelegt. Ende 1922 verschwanden die Vierzylinder für lange Zeit aus dem Oldsmobile-Programm.

## Modelle Jahr für Jahr

### Modell 43 (1915–1916)
Im Laufe des Modelljahres 1915 wurde der Baby Olds vom größeren Oldsmobile Four Modell 43 mit 8″ größerem Radstand abgelöst. Der Motor war gegenüber dem Vorgänger nur unwesentlich verändert und leistete als Vierzylinder-Reihenmotor bei 3146 cm³ Hubraum 30 bhp (22 kW). Auch hier wurde die Motorkraft über eine Lederkonuskupplung, ein Dreiganggetriebe mit Mittelschaltung und eine Kardanwelle an die Hinterräder weitergeleitet. Diese beiden Hinterräder waren mechanisch gebremst.
Wie der Baby Olds war das Modell 43 als 2-türiger Roadster und 4-türiger Tourer erhältlich. Der Roadster konnte auf Wunsch mit einem Schwiegermuttersitz ausgestattet werden.
Im Folgejahr wurde das Modell unverändert weitergebaut und dann zugunsten des wiederaufgelegten Six eingestellt. In diesen beiden Jahren entstanden 3508 Exemplare.

### Modelle 43A (1921–1922)
1921 löste der neue Four, Modell 43A den Six als Einstiegsmodell ab. Die neuen Wagen hatten einen kürzeren Radstand, aber einen größeren Motor als der erste Four. Mit 3671 cm³ Hubraum leistete der Reihenvierzylinder 44 bhp (32 kW). Die Lederkonuskupplung war einer Einscheibentrockenkupplung gewichen und neben Holzspeichenrädern gab es wahlweise auch Stahlscheibenräder.
Neben den offenen Versionen Roadster und Tourenwagen gab es den neuen Four auch als 2-türige Coupé und 4-türige Limousine mit geschlossenem Innenraum.
1922 wurde die Produktion weitergeführt, allerdings sank die Motorleistung auf 40 bhp (29 kW). Dann wandte sich Oldsmobile endgültig größeren Wagen zu und bot erst 1984 wieder einen Vierzylinder im Modell Calais an. In zwei Jahren wurden 28.706 Oldsmobile Four gebaut, womit dieser das mit Abstand erfolgreichste Modell dieser Zeit war.